# Osiedle Leśne (Oborniki)
Osiedle Leśne – osiedle położone w zachodniej części Obornik. Osiedle Leśne zajmuje obszar ograniczony od północy Rowem Melioracyjnym, a od południa rzeką Wartą. Na osiedlu znajduje się kościół Miłosierdzia Bożego.